# سالاكينة
السالاكينة (الاسم العلمي: Salaccinae) هي عمارة من النباتات تتبع فصيلة الفوفلية من رتبة الفوفليات.